# № 4 (галиот, 1797)
№ 4 — галиот Каспийской флотилии Российской империи, находившийся в составе флота с 1797 года, принимал участие в русско-персидской войне 1804—1813 годов, использовался в качестве грузового, крейсерского и посыльного судна.

## Описание галиота
Парусный галиот с деревянным корпусом, один из 12 галиотов типа «Номерной», строившихся на Казанской верфи в 1796—1797 годах.

## История службы
Галиот № 4 был заложен на стапеле Казанского адмиралтейства в 1796 году и после спуска на воду в 1797 году вошёл в состав Каспийской флотилии России.
С 1797 по 1801 год использовался для грузовых перевозок между портами Каспийского моря. В кампанию 1802 года занимал пост в Энзелийском заливе. Принимал участие в русско-персидской войне 1804—1813 годов, кампании использовался для доставки продовольствия и припасов русским войскам, ходил в персидские порты с различными поручениями. В 1804 году с июля по декабрь занимал пост у Баку.
В кампании 1805 года совершал крейсерские плавания в Каспийском море и принимал участие в блокаде Баку. В следующем 1806 году вновь выходил в крейсерские плавания из Астрахани к персидским берегам.

## Командиры галиота
Командирами галиота № 4 в составе Российского императорского флота в разное время служили:
- лейтенант, а с 31 декабря 1804 (12 января 1805) года капитан-лейтенант Е. И. Лупандин (1800—1805 годы)[3];
- лейтенант В. Я. Дурново (1806 год)[5].

### Комментарии
1. ↑  Всего в рамках серии было построено 12 галиотов с номерами от 1 до 12[1].